# Albert Arthur Allen
Albert Arthur Allen (Grafton, 8 maggio 1886 – Hayward, 25 gennaio 1962) è stato un fotografo statunitense specializzato in nudi femminili.

## Biografia
Allen nacque da una ricca famiglia del New England nel 1886 e fu educato a Boston. All'età di ventuno anni si trasferì in California, dove vi trascorse anni viaggiando e studiando arte. Nel 1916, aprì gli Allen Art Studios a Oakland, in California, dove si dedicò a perfezionare le tecniche fotografiche. Lo studio divenne in seguito noto come l'Allen Institute of Fine and Applied Art, prima di essere distrutto da un incendio nel 1925. L'anno successivo, Allen ricostruì lo studio e lo chiamò Classic Motion Picture Corporation, un'impresa che durò due anni prima di dover dichiarare bancarotta.
Un incidente in moto nel 1923 lasciò Allen permanentemente disabile, ma il fotografo continuò a lavorare. Le sue fotografie di nudi furono considerate scandalose secondo gli standard americani durante gli anni ruggenti. Fu incriminato per aver inviato materiali osceni attraverso il servizio postale interstatale e trascorse anni in cause legali.
Poco si sa della vita successiva di Allen. La sua prima mostra commerciale non ebbe luogo fino al 1979, diciassette anni dopo la sua morte.
Allen morì a Hayward, in California, all'età di 75 anni. Gli sopravvisse suo figlio, Frederick.

## Filmografia
- Forbidden Daughters (1927)

## Pubblicazioni
- (EN) Albert Arthur Allen, Alo Studies, Allen Art Studios, 1919.
- (EN) Albert Arthur Allen, Premiere Nudes, a cura di Daile Kaplan, Twin Palms Publishers, 2001, ISBN 978-0944092880.